# Caterham (Surrey)
Caterham bestaat uit twee civil parish'es: Caterham-on-the-Hill  (ONS-code E04009596) en Caterham Valley  (ONS-code E04009597), gelegen in het bestuurlijke gebied Tandridge, in het Engelse graafschap Surrey met 12.742 + 8.348 inwoners (2011).

## Geboren in Caterham
- Bill Nighy (1949), acteur